# 리옌슈
리옌슈(중국어 정체자: 李彥秀, 병음: Lǐ Yènxìu, 1971년 12월 28일 ~ )는 타이완의 정치인이다. 2024년 타이베이시 제4선거구의 입법위원으로 당선된다.